# Famille Skywalker
Famille apparaissant dans
Star Wars.
Histoire et évènements
La famille Skywalker est au cœur de la saga cinématographique Star Wars. Ses membres regroupent l'ensemble des descendants et ancêtres d'Anakin Skywalker. L'histoire de la famille s'étend sur trois trilogies cinématographiques, de l'épisode I à l'épisode IX.

## Histoire

### Univers commun

#### La Menace fantôme

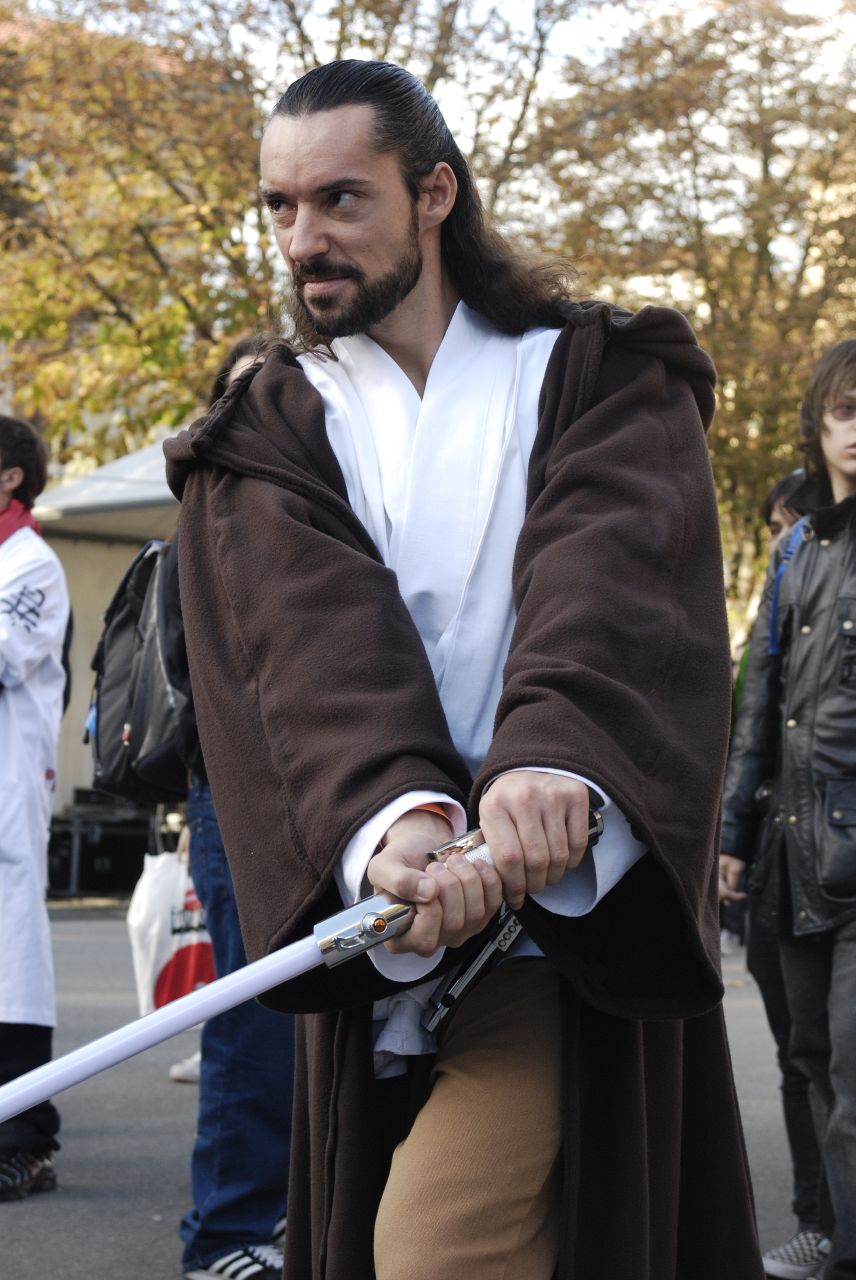
Cosplay de Qui-Gon Jinn.

Le chevalier Jedi Qui-Gon Jinn fait par hasard la rencontre de Shmi Skywalker et de son fils Anakin, deux esclaves vivant sur Tatooine. Le Jedi découvre que le jeune Anakin a un taux de midi-chloriens de plus de 20 000, ce taux est bien plus élevé que celui de n'importe quel autre Jedi, y compris Yoda. En plus de ça, Shmi informe Qui-Gon qu'Anakin n'a pas de père, le Jedi suggère que l'enfant est le produit des midi-chloriens, un être créé par la Force. Anakin accepte de quitter sa mère, et de partir avec Qui-Gon afin de suivre un entraînement Jedi. Après la mort de ce dernier, Anakin devient l'apprenti d'Obi-Wan Kenobi.

#### L'Attaque des clones
Quelques années plus tard, Shmi est affranchie et mariée avec Cliegg Lars, un cultivateur d'humidité. Elle est la belle-mère d'Owen, qui est marié à Beru Whitesun. Elle est enlevée par les hommes des sables. Son fils Anakin tente de la secourir, mais il est trop tard, elle meurt dans ses bras. Fou de rage, le Jedi massacre toute la tribu de pillard Tusken, les hommes, les femmes, mais aussi les enfants.

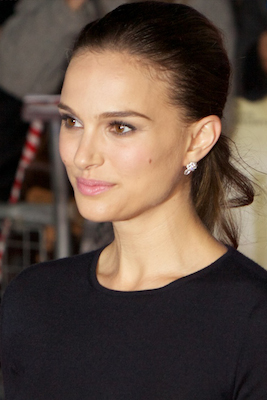
Natalie Portman, l'interprète de Padmé Amidala.

Amoureux de la sénatrice de Naboo Padmé Amidala, Anakin se marie avec elle alors que la Guerre des clones vient tout juste de commencer. 

#### La Revanche des Sith
Terriblement affecté par la mort de sa mère, le chevalier Jedi ne peut se résoudre à perdre une nouvelle fois un être cher. Pensant pouvoir sauver Padmé, après que celle ci lui a avoué sa grossesse secrète, il accepte de trahir les Jedi et la République en devenant l'apprenti du seigneur Noir des Sith Dark Sidious, et devient Dark Vador. Il participe à la Grande purge Jedi qui met fin à la guerre, et transforme la République en l'Empire galactique. Refusant de suivre la voie de son époux, Padmé met secrètement au monde deux jumeaux : Luke et Leia, elle meurt quelques instants après l'accouchement. Les enfants sont séparés et cachés pour que leur père ne les retrouve pas. Le garçon est élevé par Owen et Beru Lars sur Tatooine sous la surveillance du maître Jedi Obi-Wan Kenobi, tandis que la fille est élevée par le sénateur Bail Organa et son épouse Breha sur Alderaan.

#### Un nouvel espoir
Dix-neuf ans plus tard, la princesse Leia Organa participe à la bataille durant laquelle les plans de la première Étoile de la mort sont dérobés par un commando rebelle. Elle parvient à s'échapper à bord du Tantive IV, emportant avec elle les plans de la station spatiale. Elle est cependant rapidement rattrapé par le seigneur Vador au-dessus de Tatooine. Elle arrive peu de temps avant de se faire capturer, à donner les plans au droïde R2-D2, qui s'enfuit avec son compagnon C-3PO sur la planète désertique. Ces deux droïdes sont achetés aux Jawas par Luke Skywalker et son oncle Owen. Leia est envoyé sur l'Étoile de la mort où elle est torturée par Dark Vador, elle assiste également à la destruction de sa planète d'adoption, Alderaan, par la station spatiale. Sur Tatooine, les troupes envoyées par le seigneur Sith pour retrouver les deux droïdes, exécutent Owen et Beru Lars, les parents adoptifs de Luke. Ce dernier décide donc de partir au secours de la princesse Leia, avec l'aide du Jedi Obi-Wan Kenobi (qui se fait appeler « Ben Kenobi »), du contrebandier Han Solo, et du wookiee Chewbacca. Ils parviennent à libérer la princesse, et s'enfuient vers Yavin 4 où se trouve une base secrète de l'Alliance rebelle, seul Obi-Wan Kenobi n'en revient pas vivant, étant donné qu'il trouve la mort des mains de son ancien apprenti et ami au cours d'un ultime duel au sabre laser. L'Empire finit quand même par les retrouver. La bataille de Yavin commence autour de la géante gazeuse. Les rebelles en sortent vainqueurs, et parviennent à détruire l'Étoile de la mort grâce aux talents de pilote de Luke.

#### L'Empire contre-attaque
Trois ans plus tard, Dark Vador, ayant appris l'existence de son fils de la bouche du chasseur de primes Boba Fett, lance à ses trousses des milliers de sondes téléguidées à travers la galaxie pour tenter de le retrouver et finit par le localiser dans le système de Hoth, là où les rebelles ont établi une base sur la planète de glace. L'assaut commence et l'Empire détruit la base durant la bataille. Luke s'enfuit sur Dagobah tandis que Leia, Han Solo, Chewbacca et les droides se réfugient sur Bespin, systeme tenu par un certain Lando Calrissian. Sur Dagobah, Luke commence sa formation de Jedi auprès de Yoda, encouragé par l'esprit d'Obi-Wan Kenobi. Pour appâter Luke, Vador capture Leia et Han Solo, puis livre le contrebandier à Jabba le Hutt. Sa ruse fonctionne et son fils tombe dans le piège. Au cours d'un duel au sabre laser, Vador tranche la main à son fils avant de lui révéler sa véritable identité. Le jeune homme, encore sous le choc de cette révélation, préfère échapper à Vador où il est secouru par sa sœur et Lando Calrissian. 

#### Le Retour du Jedi
Luke et Leia s'associent ensuite pour délivrer Han Solo, toujours prisonnier dans un bloc de carbonite et retenu captif par Jabba le Hutt sur Tatooine. Une fois Han délivré, Luke retourne sur Dagobah pour assister à la mort de Yoda. Toutefois, avant de mourir, ce dernier lui confirme que Vador est bien son père et lui avoue l'existence d'un autre Skywalker. Contacté par l'esprit d'Obi-Wan, Luke apprend qu'il a une sœur jumelle et qu'il s'agit de Leia. Un peu plus tard, sur Endor, Luke avoue à Leia qu'il est son frère et que Dark Vador est leur père. Les jumeaux Skywalker participent ensuite à la bataille d'Endor qui voit la destruction de la seconde Étoile de la mort et la fin de l'Empire galactique. Toutefois au cours de la bataille, Luke affronte une dernière fois son père à bord de la station de combat en présence de l'empereur Palpatine, qui veut le convertir au côté obscur à son tour. Mais Luke résiste, déclarant qu'il est « un Jedi comme son père l'a été avant lui ». Durant ce duel, en lisant dans les pensées de Luke, Dark Vador apprend que Leia est également sa fille. Finalement, en voyant son fils se faire torturer par les éclairs de Force de son maitre, Vador se détourne du côté obscur, et se sacrifie en tuant Palpatine. Avant de mourir, Anakin demande à Luke de lui retirer son masque pour qu'il puisse le voir de ses propres yeux avant de s'éteindre. Luke réussit à sortir de la station spatiale de combat avant qu'elle n'explose en emportant avec lui la dépouille de son père. Revenu sur Endor, il brûle le corps de son père sur un bucher funéraire selon la tradition Jedi. Plus tard, lors de la célébration de victoire des rebelles, Luke voit apparaître devant lui les spectres souriants d'Obi-Wan Kenobi, Yoda, et de son père Anakin Skywalker.

### Univers officiel

#### EntreLe Retour du JedietLe Réveil de la Force

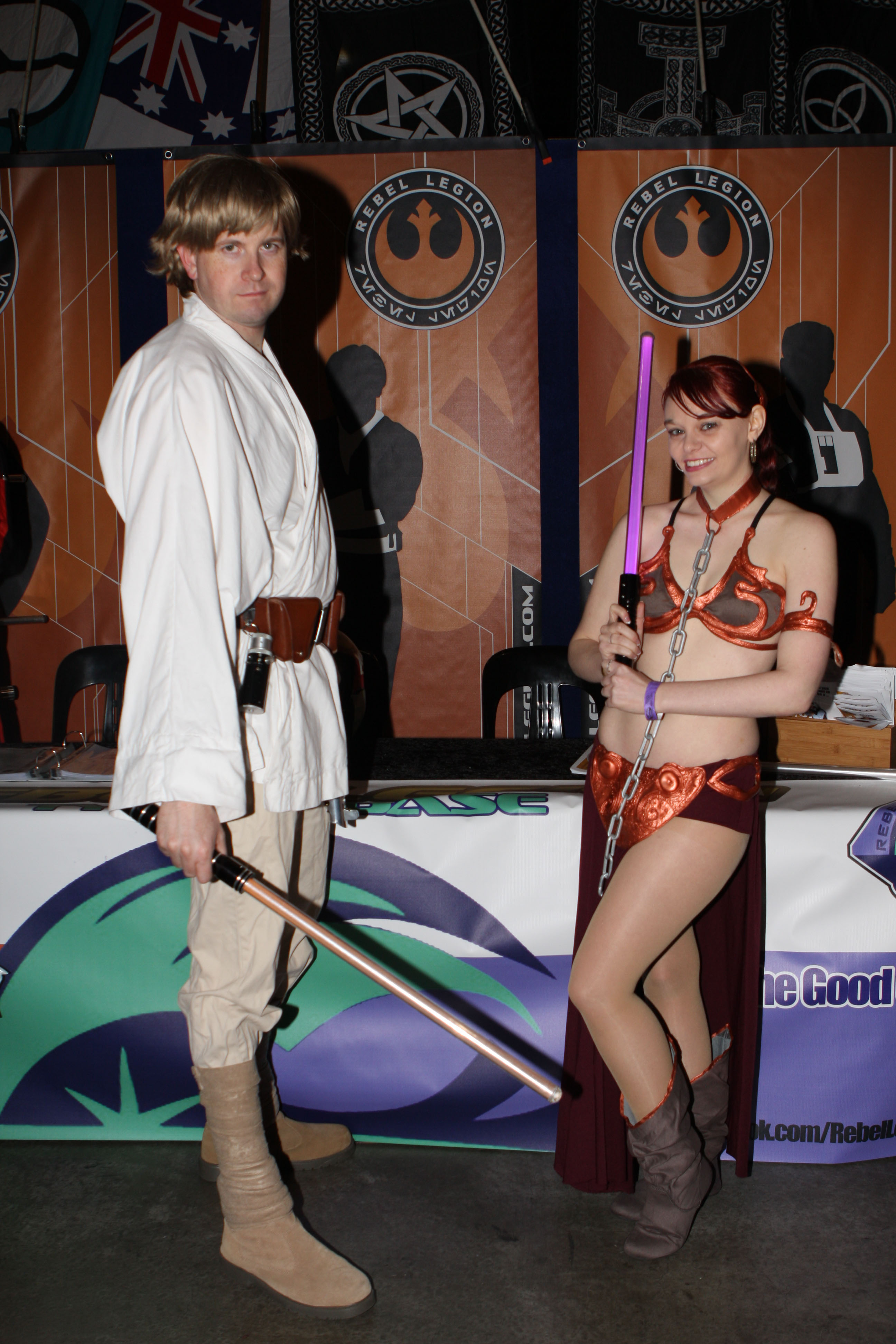
Cosplay des jumeaux Luke Skywalker et Leia Organa.

Après la bataille d'Endor et durant les trois décennies suivantes, les jumeaux ont continué leurs destins respectifs : Luke fonde une académie Jedi sur une planète uniquement connue de lui et R2-D2. Il commence à enseigner les voies de la Force à sa sœur, mais elle renonce, préférant se consacrer à sa carrière de sénatrice. Il recrute ensuite une vingtaine de jeunes gens sensibles à la Force, dont son neveu Ben Solo (fils de Leia Organa et Han Solo), pour leur enseigner la voie des Jedi. Quelques années plus tard, Luke sent que son neveu Ben se tourne vers le côté obscur de la Force, manipulé par Snoke. Le découvrant, Luke décide de le tuer en pleine nuit, mais renonce par honte. Ben se réveille et Luke, voyant le regard apeuré de son neveu, se contente de le repousser. Ben tue une partie des apprentis de Luke, aidé par un petit groupe d'autres devenus également renégats. Luke sort des décombres et rejoint R2-D2 devant les padawans morts et le temple en feu. Malgré le refus de Leia de le blâmer, Luke lui confie R2 et part à la recherche du premier temple Jedi sur Ahch-To, où il réside seul pendant les dix années suivantes. Ben, nouvellement nommé Kylo Ren, rejoint Snoke, le suprême leader du Premier Ordre et embrasse la voix du côté obscur, suivant les pas de son grand-père, Dark Vador, auquel il voue un culte.

#### Le Réveil de la Force
Trente ans après la bataille d'Endor, Luke Skywalker, désormais âgé de cinquante ans, est le dernier des Jedi. Il vit reclus en ermite depuis de nombreuses années sur Ahch-To, une planète océanique. Il est traqué par les membres du Premier Ordre, qui recherchent une carte permettant de le localiser et également recherché par la Résistance, menée par sa sœur jumelle Leia Organa qui a besoin de son aide. Le premier Ordre décide de balayer la Résistance avec la base Starkiller en pulvérisant la Nouvelle République. Lors de la bataille, Kylo Ren tue son père Han Solo et sombre de plus en plus dans le côté obscur. Leia décide d'envoyer une jeune pilleuse d'épaves nommée Rey à la recherche de son frère pour qu'il leur vienne en aide.

#### Les Derniers Jedi
Luke Skywalker est finalement retrouvé par Rey mais le vieux maitre Jedi refuse, dégouté par tous les conflits autour de lui et déçu par l'échec de son neveu. Il se ferme à la Force et refuse même d'enseigner la voix des Jedi à Rey, n'ayant plus confiance en leurs méthodes. Pendant ce temps-là, le Premier Ordre pourchasse la Résistance à travers la Galaxie, abattant un à un tous leurs vaisseaux et ses résistants. Leia manque d'être tuée durant l'assaut mais survit de justesse grâce à la Force qui l'a protégée. Finalement les résistants, réduits à une quinzaine de membres seulement, trouvent refuge dans une ancienne base rebelle sur la planète Crait, toujours talonnés par Kylo Ren (devenu le nouveau Suprême Leader depuis qu'il a assassiné son maitre Snoke). Lors de la bataille sur Crait, les résistants parviennent à s'échapper de justesse grâce à l'intervention soudaine de Luke Skywalker. Le maitre Jedi détourne l'attention de son neveu en l'affrontant lors d'un duel au sabre laser pour laisser le temps à sa sœur et aux résistants de s'échapper grâce à Rey et au Faucon Millenium. Kylo Ren le transperce de son sabre, mais Luke se tient toujours debout, intact. Il comprend alors que son ancien maître n'a jamais été réellement devant lui. Luke est toujours sur Ahch-To, créant à distance une image de lui-même grâce à la Force. Luke disparaît et Kylo Ren comprend, que les résistants se sont échappés. Sur Ahch-To, Luke sort de sa méditation mais en meurt peu après, grandement affaibli par cet intense effort. En mourant, il disparait en ne faisant qu'un avec la Force. Au même moment, Leia et Rey ressentent la mort de Luke dans la Force mais la générale déclare que le sacrifice de son frère n'aura pas été vain : grâce à cela, l'espoir est revenu dans la Galaxie et la Résistance renaît.

#### L'Ascension de Skywalker
Leia Organa pardonne à son fils Ben Solo d'avoir succombé au côté obscur. Elle s'éteint peu de temps avant que commence la bataille d'Exegol. À la fin de celle-ci, Ben se sacrifie en transferant toute son énergie vitale pour sauver Rey.

### Histoire «Légendes»
À la suite du rachat de la société Lucasfilm par The Walt Disney Company, tous les éléments racontés dans les produits dérivés datant d'avant le 26 avril 2014 ont été déclarés comme étant en dehors du canon et ont été regroupés sous l’appellation « Star Wars Légendes ».
Luke se marie à Mara Jade, ensemble ils ont fils nommé Ben, en hommage à Obi-Wan Kenobi. Leia et Han Solo se marient eux aussi, et ont trois enfants : Anakin, Jacen, et Jaina.
Dans le roman Le Fantôme de Tatooine, Leia récupère le journal intime de sa grand-mère Shmi Skywalker, dans lequel est décrit l'enfance d'Anakin Skywalker. Leia apprit, grâce à l'amour de Shmi pour Anakin, à pardonner celui qui l'a torturée, et qui a joué un rôle majeur dans la destruction d'Alderaan,,.

## Membres

### Univers officiel

#### Shmi Skywalker
Shmi Skywalker (72 av. BY - 22 av. BY) est la mère d’Anakin, elle est le premier membre connu de la famille Skywalker. Shmi a été esclave sur Tatooine et n’a jamais reçu de formation de jedi. Elle est tuée par un groupe de tuskens dans l’Attaque des clones,,.

#### Anakin Skywalker
Anakin Skywalker (41 av. BY - 4 ap. BY) est le fils de Shmi Skywalker, il n'a pas de père. Anakin est repéré sur Tatooine par le maître Jedi Qui-Gon Jinn, qui est convaincu qu'il s'agit de « l'Élu », celui qui selon la prophétie Jedi, doit rétablir l'équilibre dans la Force. Après la mort de Qui-Gon, il devient le padawan d'Obi-Wan Kenobi, puis le Maître Jedi d'Ahsoka Tano pendant la Guerre des Clones, en plus d'un Général de la compagnie Torrent, membre de la 501e légion, dirigée par le Capitaine Rex. Il épouse en secret Padmé Amidala avec qui il a deux enfants : Luke et Leia. Anakin se rapproche du chancelier suprême Palpatine qui finit par devenir son mentor. Il parvient à le faire sombrer dans le côté obscur, et à le faire devenir Dark Vador.

#### Luke Skywalker
Luke Skywalker (19 av. BY - 34 ap. BY)  est le fils d'Anakin Skywalker et de Padmé Amidala, le frère jumeau de Leia Organa et l'oncle de Ben Solo. Il est élevé comme garçon de ferme à Tatooine sans connaître sa réelle identité. Le Jedi Obi-Wan Kenobi commence à l'entraîner, mais il termine sa formation à Dagobah auprès du maître Jedi Yoda. Une fois devenu chevalier Jedi, il essaie tour à tour de former Leia, Grogu, Ben et Rey, mais aucune de ces tentatives ne parvient à se conclure par une formation complète. Il meurt à Ahch-To, confiant à Rey le destin de l'héritage des Jedi.

#### Leia Organa
Leia Organa (19 av. BY - 35 ap. BY) est la fille du Jedi Anakin Skywalker et de la sénatrice Padmé Amidala, elle est née sur Polis Massa en -19 et a un frère jumeau : Luke Skywalker. Elle est adoptée par le sénateur Organa et devient ainsi sénatrice de la planète Alderaan. Elle est notamment une rebelle et contribue à la destruction des étoiles de la mort. Leia épouse Han Solo et ils eurent un enfant : Ben Solo plus connu sous le nom de Kylo Ren,,,.

#### Ben Solo
Ben Solo (5 ap. BY - 35 ap. BY) est le fils de Leia Organa et de Han Solo, il a initialement reçu la formation de Luke Skywalker pour devenir un Jedi. Toutefois, il est passé du côté obscur de la Force, et s'est mis au service du Premier Ordre et de son suprême leader : Snoke. Il assassine son père dans Le Réveil de la Force et exécute son maître Snoke dans Les Derniers Jedi dans lequel il prend sa place comme suprême leader du Premier Ordre,,.

#### Arbre généalogique officiel
|               |               |               |               |               |               | Aika Lars | Aika Lars | Aika Lars | Aika Lars | Aika Lars | Aika Lars |           |           |           |           |           |           | Cliegg Lars | Cliegg Lars | Cliegg Lars | Cliegg Lars | Cliegg Lars | Cliegg Lars |  |  | Shmi Skywalker   | Shmi Skywalker   | Shmi Skywalker   | Shmi Skywalker   | Shmi Skywalker   | Shmi Skywalker   |  |  |  |  |  |  |               |               |               |               |               |               |          |  |  |  |  |  |          |          |             |             |             |             |             |             |  |  |  |  |  |  |              |              |              |              |              |              |  |  |
|               |               |               |               |               |               | Aika Lars | Aika Lars | Aika Lars | Aika Lars | Aika Lars | Aika Lars |           |           |           |           |           |           | Cliegg Lars | Cliegg Lars | Cliegg Lars | Cliegg Lars | Cliegg Lars | Cliegg Lars |  |  | Shmi Skywalker   | Shmi Skywalker   | Shmi Skywalker   | Shmi Skywalker   | Shmi Skywalker   | Shmi Skywalker   |  |  |  |  |  |  |               |               |               |               |               |               |          |  |  |  |  |  |          |          |             |             |             |             |             |             |  |  |  |  |  |  |              |              |              |              |              |              |  |  |
|               |               |               |               |               |               |           |           |           |           |           |           |           |           |           |           |           |           |             |             |             |             |             |             |  |  |                  |                  |                  |                  |                  |                  |  |  |  |  |  |  |               |               |               |               |               |               |          |  |  |  |  |  |          |          |             |             |             |             |             |             |  |  |  |  |  |  |              |              |              |              |              |              |  |  |
| Beru Whitesun | Beru Whitesun | Beru Whitesun | Beru Whitesun | Beru Whitesun | Beru Whitesun |           |           |           |           |           |           | Owen Lars | Owen Lars | Owen Lars | Owen Lars | Owen Lars | Owen Lars |             |             |             |             |             |             |  |  | Anakin Skywalker | Anakin Skywalker | Anakin Skywalker | Anakin Skywalker | Anakin Skywalker | Anakin Skywalker |  |  |  |  |  |  | Padmé Amidala | Padmé Amidala | Padmé Amidala | Padmé Amidala | Padmé Amidala | Padmé Amidala |          |  |  |  |  |  |          |          | Bail Organa | Bail Organa | Bail Organa | Bail Organa | Bail Organa | Bail Organa |  |  |  |  |  |  | Breha Organa | Breha Organa | Breha Organa | Breha Organa | Breha Organa | Breha Organa |  |  |
| Beru Whitesun | Beru Whitesun | Beru Whitesun | Beru Whitesun | Beru Whitesun | Beru Whitesun |           |           |           |           |           |           | Owen Lars | Owen Lars | Owen Lars | Owen Lars | Owen Lars | Owen Lars |             |             |             |             |             |             |  |  | Anakin Skywalker | Anakin Skywalker | Anakin Skywalker | Anakin Skywalker | Anakin Skywalker | Anakin Skywalker |  |  |  |  |  |  | Padmé Amidala | Padmé Amidala | Padmé Amidala | Padmé Amidala | Padmé Amidala | Padmé Amidala |          |  |  |  |  |  |          |          | Bail Organa | Bail Organa | Bail Organa | Bail Organa | Bail Organa | Bail Organa |  |  |  |  |  |  | Breha Organa | Breha Organa | Breha Organa | Breha Organa | Breha Organa | Breha Organa |  |  |
|               |               |               |               |               |               |           |           |           |           |           |           |           |           |           |           |           |           |             |             |             |             |             |             |  |  |                  |                  |                  |                  |                  |                  |  |  |  |  |  |  |               |               |               |               |               |               |          |  |  |  |  |  |          |          |             |             |             |             |             |             |  |  |  |  |  |  |              |              |              |              |              |              |  |  |
|               |               |               |               |               |               |           |           |           |           |           |           |           |           |           |           |           |           |             |             |             |             |             |             |  |  |                  |                  |                  |                  |                  |                  |  |  |  |  |  |  |               |               |               |               |               |               |          |  |  |  |  |  |          |          |             |             |             |             |             |             |  |  |  |  |  |  |              |              |              |              |              |              |  |  |
|               |               |               |               |               |               |           |           |           |           |           |           |           |           |           |           |           |           |             |             |             |             |             |             |  |  | Luke Skywalker   | Luke Skywalker   | Luke Skywalker   | Luke Skywalker   | Luke Skywalker   | Luke Skywalker   |  |  |  |  |  |  | Leia Organa   | Leia Organa   | Leia Organa   | Leia Organa   | Leia Organa   | Leia Organa   |          |  |  |  |  |  | Han Solo | Han Solo | Han Solo    | Han Solo    | Han Solo    | Han Solo    |             |             |  |  |  |  |  |  |              |              |              |              |              |              |  |  |
|               |               |               |               |               |               |           |           |           |           |           |           |           |           |           |           |           |           |             |             |             |             |             |             |  |  | Luke Skywalker   | Luke Skywalker   | Luke Skywalker   | Luke Skywalker   | Luke Skywalker   | Luke Skywalker   |  |  |  |  |  |  | Leia Organa   | Leia Organa   | Leia Organa   | Leia Organa   | Leia Organa   | Leia Organa   |          |  |  |  |  |  | Han Solo | Han Solo | Han Solo    | Han Solo    | Han Solo    | Han Solo    |             |             |  |  |  |  |  |  |              |              |              |              |              |              |  |  |
|               |               |               |               |               |               |           |           |           |           |           |           |           |           |           |           |           |           |             |             |             |             |             |             |  |  |                  |                  |                  |                  |                  |                  |  |  |  |  |  |  |               |               |               |               |               |               |          |  |  |  |  |  |          |          |             |             |             |             |             |             |  |  |  |  |  |  |              |              |              |              |              |              |  |  |
|               |               |               |               |               |               |           |           |           |           |           |           |           |           |           |           |           |           |             |             |             |             |             |             |  |  |                  |                  |                  |                  |                  |                  |  |  |  |  |  |  |               |               |               |               |               |               | Ben Solo |  |  |  |  |  |          |          |             |             |             |             |             |             |  |  |  |  |  |  |              |              |              |              |              |              |  |  |

### Univers «Légendes»

#### Ben Skywalker
Ben Skywalker (26 ap. BY - ?) est le fils de Luke Skywalker et Mara Jade Skywalker. Il est nommé Ben, en hommage à Obi-Wan Kenobi que Luke a longtemps connu sous ce nom. Durant la fin de la guerre des Yuuzhan Vong, Ben est placé dans une base secrète où deux maîtres Jedi — les époux Kam et Tionne Solusar — gardent tous les jeunes Jedi.
Ben fut confié à son cousin Jacen Solo en tant que Padawan.  Lors de l'insurrection corélienne, le haut commandement de l'Alliance fut impressionné d'apprendre que le fils de Luke Skywalker, âgé de seulement treize ans, a joué un rôle-clé dans la neutralisation de la station Centerpoint. Puis sans que Ben le sache, Jacen devint lui-même l'apprenti Sith de Lumiya.
Jacen et Lumiya voulaient tenter de faire de Ben l'apprenti Sith de Jacen. Pour cela, il l'enrôla dans la Garde de l'Alliance Galactique (GAG), qu'il commandait. Au cours d'une mission de la GAG, Ben dut tuer pour la première fois.
Quand enfin Jacen devint le seigneur Sith Dark Caedus, il tenta de forcer Ben à être son apprenti. Ben fut finalement évacué au cours d'un raid Jedi.

#### Nat Skywalker
Nat Skywalker (? - 138 ap. BY) est né sur la planète Ossus. Il devient un puissant maître Jedi et adopte les enfants de son épouse Droo Rawk, Ahnah et Skeeto puis quelque temps après, Micah,,.

#### Kol Skywalker
Kol Skywalker (? - 130 ap. BY) est un descendant de Luke Skywalker, et le frère de Nat Skywalker. Avec sa femme Morrigan Corde, il eut un fils : Cade Skywalker. 
Il s'agit d'un maître Jedi puissant et respecté, leader du haut conseil Jedi du nouvel ordre Jedi jusqu'à sa mort de la main du Sith Dark Nihl sur Coruscant. Il tomba amoureux de l'agent Impériale Morrigan Corde au cours d'une mission commune et eu un fils, Cade Skywalker, avec elle. Corde les ayant quittés pour continuer sa carrière Impériale, Skywalker éleva Cade seul, le confiant finalement à son ancien Padawan, le zabrak Wolf Sazen comme apprenti. Kol Skywalker prit comme nouvel apprenti le Twi'lek Shado Vao.
Kol Skywalker était le fer de lance du projet Ossus, visant à restaurer la réputation des extragalactiques Yuuzhan Vong en restaurant des planètes dévastées par la guerre grâce à leur technologie. L'expérience fut sabotée, ce qui provoqua la guerre en 127 ap. BY. entre l'Empire Fel (rejoint par le nouvel ordre Sith) et l'Alliance galactique soutenue par les Jedi. Quand l'Alliance galactique capitula trois ans plus tard, Kol Skywalker refusa de servir l'Empire et se replia sur Ossus, où les Sith le suivirent et attaquèrent l'académie. Dans un dernier baroud d'honneur, il retint les hordes de Sith, se sacrifiant pour laisser le temps aux novices, son fils, Vao et Sazen de s'échapper. Après sa mort, Kol apparut à son fils sous forme de spectre de Force pour l'exhorter de rejeter le côté obscur et d'honorer son héritage.

#### Cade Skywalker

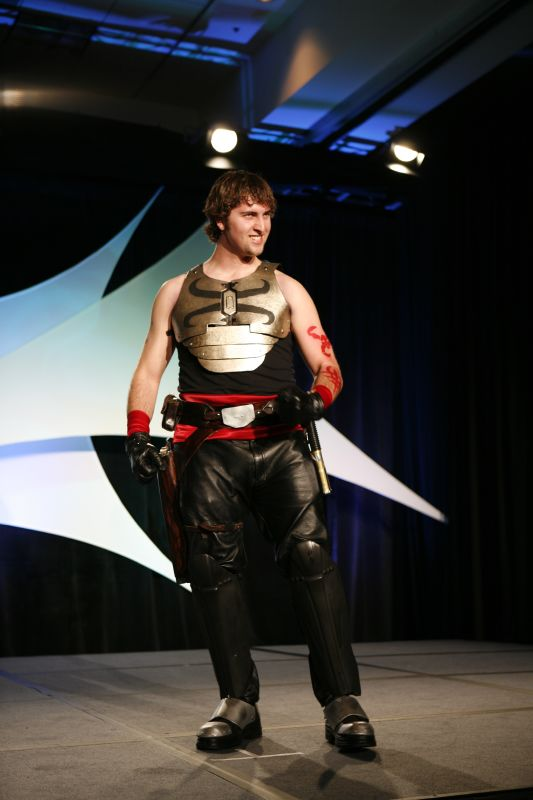
Cosplay de Cade Skywalker.

Cade Skywalker (116 ap. BY - ? ) est le fils de Kol Skywalker, un membre puissant du conseil Jedi, et de Morrigan Corde, un agent impérial. Dès son plus jeune âge, Cade a été initié pour devenir un Jedi par de nombreux maîtres. 
À l'âge de 14 ans, en 130 ap. BY, à la chute de l'Alliance Galactique, Cade participa à la défense du Praxeum Jedi d'Ossus contre les Sith et les soldats de l'empire. Son maître, Wolf Sazen, ordonna à Cade de fuir la planète dans une navette Jedi pour sauver de nombreux padawans embarqués à bord. Une fois dans la navette, Cade sentit que son père avait besoin d'aide pour repousser les nombreux Sith en dépit du désaccord de Shado. Cade revint chercher son maître, mortellement atteint par Dark Nihl, et obéit une dernière fois à son père en quittant la planète. Alors que son maître mourait dans ses bras, Cade plongea sa colère vers le Côté obscur pour ramener à la vie Wolf Sazen. C'est à ce moment que Cade sentit la mort de son père, et avec un cœur rempli de haine, il embarqua dans un chasseur pour frayer un passage à la navette à travers les chasseurs de classe Predator autour de ce dernier. Son geste permit à la navette de fuir vers l'hyperespace, mais son chasseur fut abattu, et seule une profonde médiation dans la force lui permit de garder assez d'oxygène pour rester en vie. Il fut récupéré trois jours plus tard, inconscient et flottant au-dessus d'Ossus par l'équipage de Rav.
Il a depuis tourné le dos à son héritage. Devenu l’apprenti du pirate Rav, Cade a trouvé un foyer dans le milieu du crime, travaillant comme contrebandier et chasseur de primes. Cade abandonna le nom « Skywalker ». Même ses associés les plus proches ignoraient qu’il était un Jedi. Cade fut obligé d’abandonner son sabre laser.

#### Allana Solo
Allana Solo (36 ap. BY - ?) est la fille des Jedi Jacen Solo et Tenel Ka Djo, la Reine Mère du Consortium de Hapès. Elle est la nièce de Jaina Solo et la petite-fille de Han Solo et Leia Organa. Allana aurait dû succéder à sa mère sur le trône Hapan mais a été faite passé pour morte pendant la bataille de Shedu Maad mais en réalité elle a été placée par sa mère comme orpheline de guerre chez ses grands-parents qui l’ont officiellement adopté. Leia apprendra à Allana à contrôler La Force,.

#### Ania Solo
Ania Solo (? - ?) est une descendante de Han Solo et de Leia Organa. Alors qu'elle était emprisonnée pour meurtre, elle s'évade et se trouve confrontée à son héritage lorsqu'elle se trouve en possession d'un sabre-laser . L’arme, qui appartient au Chevalier Impérial Yalta Val, l’entraîne dans une course poursuite pour retrouver Val. Aidée de son ami Sauk, du Chevalier Impérial Jao Assam et d’un droïde, elle échappe à bien des menaces et échappe à un seigneur sith rénégat, Dark Wredd.

#### Anakin Solo
Anakin Solo (10 ap. BY - 27 ap. BY) est le fils de Leia Organa et le petit frère de Jacen Solo et Jaina Solo. Ce Jedi affronte avec bravoure les yuuzhan vong. Le fait que les yuuzhan vong se mettent justement à utiliser des voxyns pour traquer et éliminer les Jedi amène Anakin à proposer le lancement d'une opération d'élimination de la reine voxyn sur Myrkr. Il laisse les autres fuir, et retarde une horde de yuuzhan vong, qui finit par le submerger et le tuer.

#### Jacen Solo
Jacen Solo (9 ap. BY - 41 ap. BY) est le fils de Leia Organa. Il devient un Jedi très érudit, mais aussi opposé à la guerre. Sa quête de paix l'amène à souhaiter apporter l'ordre quel qu'en soit le prix, ce qui le fait basculer dans le Côté obscur. Il devient le Sith Dark Caedus et plonge dans le chaos sa famille et la Galaxie avec. Il tue Mara Jade, la femme de Luke Skywalker, mais il finit par affronter sa sœur Jaina et meurt à l'issue de ce duel,.

#### Jaina Solo

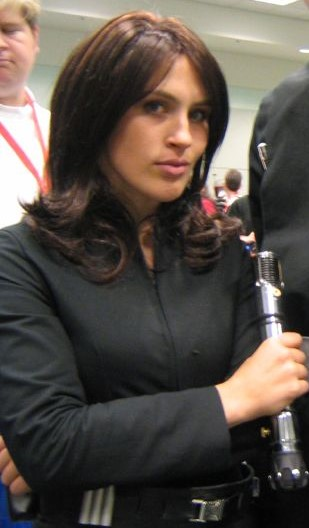
Cosplay de Jaina Solo.

Jaina Solo (9 ap. BY - ? ) est la fille de Leia Organa. Aussi Jedi, elle évite de peu le basculement dans le Côté obscur après la mort de son frère Anakin. Elle survit, après avoir tué son autre frère Jacen, et épouse Jagged Fel. Elle devient maître Jedi et intègre le Haut conseil Jedi.

#### Arbre généalogiqueLégendes
|                |                |                |                |                |                |                |                |                |                |                |                |               |               |                              |               |               |               |           |           |               |               |               |               |               |               |                      |                      | Shmi Skywalker       |                      |                      |                      |                  |                  |                      |                      |                      |                      |                      |                      |               |               |                |                |                |                |                |                |             |             |             |             |             |             |          |          |            |            |            |            |            |            |             |             |             |             |             |             |          |          |          |          |          |          |
|                |                |                |                |                |                |                |                |                |                |                |                |               |               |                              |               |               |               |           |           |               |               |               |               |               |               |                      |                      |                      |                      |                      |                      |                  |                  |                      |                      |                      |                      |                      |                      |               |               |                |                |                |                |                |                |             |             |             |             |             |             |          |          |            |            |            |            |            |            |             |             |             |             |             |             |          |          |          |          |          |          |
|                |                |                |                |                |                |                |                |                |                |                |                |               |               |                              |               |               |               |           |           |               |               |               |               |               |               |                      |                      | Anakin Skywalker     | Anakin Skywalker     | Anakin Skywalker     | Anakin Skywalker     | Anakin Skywalker | Anakin Skywalker |                      |                      |                      |                      |                      |                      | Padmé Amidala | Padmé Amidala | Padmé Amidala  | Padmé Amidala  | Padmé Amidala  | Padmé Amidala  |                |                |             |             |             |             |             |             |          |          |            |            |            |            |            |            |             |             |             |             |             |             |          |          |          |          |          |          |
|                |                |                |                |                |                |                |                |                |                |                |                |               |               |                              |               |               |               |           |           |               |               |               |               |               |               |                      |                      | Anakin Skywalker     | Anakin Skywalker     | Anakin Skywalker     | Anakin Skywalker     | Anakin Skywalker | Anakin Skywalker |                      |                      |                      |                      |                      |                      | Padmé Amidala | Padmé Amidala | Padmé Amidala  | Padmé Amidala  | Padmé Amidala  | Padmé Amidala  |                |                |             |             |             |             |             |             |          |          |            |            |            |            |            |            |             |             |             |             |             |             |          |          |          |          |          |          |
|                |                |                |                |                |                |                |                |                |                |                |                |               |               |                              |               |               |               |           |           |               |               |               |               |               |               |                      |                      |                      |                      |                      |                      |                  |                  |                      |                      |                      |                      |                      |                      |               |               |                |                |                |                |                |                |             |             |             |             |             |             |          |          |            |            |            |            |            |            |             |             |             |             |             |             |          |          |          |          |          |          |
|                |                |                |                |                |                |                |                |                |                |                |                |               |               |                              |               |               |               |           |           |               |               |               |               |               |               |                      |                      |                      |                      |                      |                      |                  |                  |                      |                      |                      |                      |                      |                      |               |               |                |                |                |                |                |                |             |             |             |             |             |             |          |          |            |            |            |            |            |            |             |             |             |             |             |             |          |          |          |          |          |          |
|                |                |                |                |                |                |                |                |                |                |                |                |               |               | Mara Jade                    | Mara Jade     | Mara Jade     | Mara Jade     | Mara Jade | Mara Jade |               |               |               |               |               |               | Luke Skywalker       | Luke Skywalker       | Luke Skywalker       | Luke Skywalker       | Luke Skywalker       | Luke Skywalker       |                  |                  |                      |                      |                      |                      |                      |                      |               |               | Leia Organa    | Leia Organa    | Leia Organa    | Leia Organa    | Leia Organa    | Leia Organa    |             |             |             |             |             |             | Han Solo | Han Solo | Han Solo   | Han Solo   | Han Solo   | Han Solo   |            |            |             |             |             |             |             |             |          |          |          |          |          |          |
|                |                |                |                |                |                |                |                |                |                |                |                |               |               | Mara Jade                    | Mara Jade     | Mara Jade     | Mara Jade     | Mara Jade | Mara Jade |               |               |               |               |               |               | Luke Skywalker       | Luke Skywalker       | Luke Skywalker       | Luke Skywalker       | Luke Skywalker       | Luke Skywalker       |                  |                  |                      |                      |                      |                      |                      |                      |               |               | Leia Organa    | Leia Organa    | Leia Organa    | Leia Organa    | Leia Organa    | Leia Organa    |             |             |             |             |             |             | Han Solo | Han Solo | Han Solo   | Han Solo   | Han Solo   | Han Solo   |            |            |             |             |             |             |             |             |          |          |          |          |          |          |
|                |                |                |                |                |                |                |                |                |                |                |                |               |               |                              |               |               |               |           |           |               |               |               |               |               |               |                      |                      |                      |                      |                      |                      |                  |                  |                      |                      |                      |                      |                      |                      |               |               |                |                |                |                |                |                |             |             |             |             |             |             |          |          |            |            |            |            |            |            |             |             |             |             |             |             |          |          |          |          |          |          |
|                |                |                |                |                |                |                |                | ?              | ?              | ?              | ?              | ?             | ?             |                              |               |               |               |           |           | Ben Skywalker | Ben Skywalker | Ben Skywalker | Ben Skywalker | Ben Skywalker | Ben Skywalker |                      |                      |                      |                      |                      |                      |                  |                  |                      |                      |                      |                      |                      |                      |               |               |                |                |                |                |                |                |             |             |             |             |             |             |          |          |            |            |            |            |            |            |             |             |             |             |             |             |          |          |          |          |          |          |
|                |                |                |                |                |                |                |                | ?              | ?              | ?              | ?              | ?             | ?             |                              |               |               |               |           |           | Ben Skywalker | Ben Skywalker | Ben Skywalker | Ben Skywalker | Ben Skywalker | Ben Skywalker |                      |                      |                      |                      |                      |                      |                  |                  |                      |                      |                      |                      |                      |                      |               |               |                |                |                |                |                |                |             |             |             |             |             |             |          |          |            |            |            |            |            |            |             |             |             |             |             |             |          |          |          |          |          |          |
|                |                |                |                |                |                |                |                |                |                |                |                |               |               |                              |               |               |               |           |           |               |               |               |               |               |               |                      |                      |                      |                      |                      |                      |                  |                  |                      |                      |                      |                      |                      |                      | Jaina Solo    | Jaina Solo    | Jaina Solo     | Jaina Solo     | Jaina Solo     | Jaina Solo     |                |                | Anakin Solo | Anakin Solo | Anakin Solo | Anakin Solo | Anakin Solo | Anakin Solo |          |          | Jacen Solo | Jacen Solo | Jacen Solo | Jacen Solo | Jacen Solo | Jacen Solo |             |             |             |             |             |             | Tenel Ka | Tenel Ka | Tenel Ka | Tenel Ka | Tenel Ka | Tenel Ka |
|                |                |                |                |                |                |                |                |                |                |                |                |               |               |                              |               |               |               |           |           |               |               |               |               |               |               |                      |                      |                      |                      |                      |                      |                  |                  |                      |                      |                      |                      |                      |                      | Jaina Solo    | Jaina Solo    | Jaina Solo     | Jaina Solo     | Jaina Solo     | Jaina Solo     |                |                | Anakin Solo | Anakin Solo | Anakin Solo | Anakin Solo | Anakin Solo | Anakin Solo |          |          | Jacen Solo | Jacen Solo | Jacen Solo | Jacen Solo | Jacen Solo | Jacen Solo |             |             |             |             |             |             | Tenel Ka | Tenel Ka | Tenel Ka | Tenel Ka | Tenel Ka | Tenel Ka |
|                |                |                |                |                |                |                |                |                |                |                |                |               |               | Nombre inconnu de génération |               |               |               |           |           |               |               |               |               |               |               |                      |                      |                      |                      |                      |                      |                  |                  |                      |                      |                      |                      |                      |                      |               |               |                |                |                |                |                |                |             |             |             |             |             |             |          |          |            |            |            |            |            |            |             |             |             |             |             |             |          |          |          |          |          |          |
|                |                |                |                |                |                |                |                |                |                |                |                |               |               |                              |               |               |               |           |           |               |               |               |               |               |               |                      |                      |                      |                      |                      |                      |                  |                  |                      |                      |                      |                      |                      |                      |               |               |                |                |                |                |                |                |             |             | ?           | ?           | ?           | ?           | ?        | ?        |            |            |            |            |            |            | Allana Solo | Allana Solo | Allana Solo | Allana Solo | Allana Solo | Allana Solo |          |          |          |          |          |          |
|                |                |                |                |                |                |                |                |                |                |                |                |               |               |                              |               |               |               |           |           |               |               |               |               |               |               |                      |                      |                      |                      |                      |                      |                  |                  |                      |                      |                      |                      |                      |                      |               |               |                |                |                |                |                |                |             |             | ?           | ?           | ?           | ?           | ?        | ?        |            |            |            |            |            |            | Allana Solo | Allana Solo | Allana Solo | Allana Solo | Allana Solo | Allana Solo |          |          |          |          |          |          |
|                |                |                |                |                |                |                |                |                |                |                |                |               |               |                              |               |               |               |           |           |               |               |               |               |               |               |                      |                      |                      |                      |                      |                      |                  |                  |                      |                      |                      |                      |                      |                      |               |               |                |                |                |                |                |                |             |             |             |             |             |             |          |          |            |            |            |            |            |            |             |             |             |             |             |             |          |          |          |          |          |          |
|                |                |                |                |                |                |                |                |                |                |                |                |               |               |                              |               |               |               |           |           |               |               |               |               |               |               |                      |                      |                      |                      |                      |                      |                  |                  |                      |                      |                      |                      |                      |                      |               |               |                |                |                |                |                |                |             |             |             |             |             |             |          |          |            |            |            |            |            |            |             |             |             |             |             |             |          |          |          |          |          |          |
| Morrigan Corde | Morrigan Corde | Morrigan Corde | Morrigan Corde | Morrigan Corde | Morrigan Corde |                |                |                |                |                |                | Kol Skywalker | Kol Skywalker | Kol Skywalker                | Kol Skywalker | Kol Skywalker | Kol Skywalker |           |           |               |               |               |               |               |               |                      |                      | Nat Skywalker        | Nat Skywalker        | Nat Skywalker        | Nat Skywalker        | Nat Skywalker    | Nat Skywalker    |                      |                      |                      |                      |                      |                      | Droo Rawk     | Droo Rawk     | Droo Rawk      | Droo Rawk      | Droo Rawk      | Droo Rawk      |                |                |             |             |             |             |             |             |          |          | ?          | ?          | ?          | ?          | ?          | ?          |             |             |             |             |             |             | ?        | ?        | ?        | ?        | ?        | ?        |
| Morrigan Corde | Morrigan Corde | Morrigan Corde | Morrigan Corde | Morrigan Corde | Morrigan Corde |                |                |                |                |                |                | Kol Skywalker | Kol Skywalker | Kol Skywalker                | Kol Skywalker | Kol Skywalker | Kol Skywalker |           |           |               |               |               |               |               |               |                      |                      | Nat Skywalker        | Nat Skywalker        | Nat Skywalker        | Nat Skywalker        | Nat Skywalker    | Nat Skywalker    |                      |                      |                      |                      |                      |                      | Droo Rawk     | Droo Rawk     | Droo Rawk      | Droo Rawk      | Droo Rawk      | Droo Rawk      |                |                |             |             |             |             |             |             |          |          | ?          | ?          | ?          | ?          | ?          | ?          |             |             |             |             |             |             | ?        | ?        | ?        | ?        | ?        | ?        |
|                |                |                |                |                |                |                |                |                |                |                |                |               |               |                              |               |               |               |           |           |               |               |               |               |               |               |                      |                      |                      |                      |                      |                      |                  |                  |                      |                      |                      |                      |                      |                      |               |               |                |                |                |                |                |                |             |             |             |             |             |             |          |          |            |            |            |            |            |            |             |             |             |             |             |             |          |          |          |          |          |          |
|                |                |                |                |                |                | Cade Skywalker | Cade Skywalker | Cade Skywalker | Cade Skywalker | Cade Skywalker | Cade Skywalker |               |               |                              |               |               |               |           |           |               |               |               |               |               |               |                      |                      |                      |                      |                      |                      |                  |                  |                      |                      |                      |                      |                      |                      |               |               |                |                |                |                |                |                |             |             |             |             |             |             |          |          |            |            |            |            |            |            | Ania Solo   | Ania Solo   | Ania Solo   | Ania Solo   | Ania Solo   | Ania Solo   |          |          |          |          |          |          |
|                |                |                |                |                |                | Cade Skywalker | Cade Skywalker | Cade Skywalker | Cade Skywalker | Cade Skywalker | Cade Skywalker |               |               |                              |               |               |               |           |           |               |               |               |               |               |               |                      |                      |                      |                      |                      |                      |                  |                  |                      |                      |                      |                      |                      |                      |               |               |                |                |                |                |                |                |             |             |             |             |             |             |          |          |            |            |            |            |            |            | Ania Solo   | Ania Solo   | Ania Solo   | Ania Solo   | Ania Solo   | Ania Solo   |          |          |          |          |          |          |
|                |                |                |                |                |                |                |                |                |                |                |                |               |               |                              |               |               |               |           |           |               |               |               |               |               |               | Ahnah Rawk (Adoptée) | Ahnah Rawk (Adoptée) | Ahnah Rawk (Adoptée) | Ahnah Rawk (Adoptée) | Ahnah Rawk (Adoptée) | Ahnah Rawk (Adoptée) |                  |                  | Skeeto Rawk (Adopté) | Skeeto Rawk (Adopté) | Skeeto Rawk (Adopté) | Skeeto Rawk (Adopté) | Skeeto Rawk (Adopté) | Skeeto Rawk (Adopté) |               |               | Micah (Adopté) | Micah (Adopté) | Micah (Adopté) | Micah (Adopté) | Micah (Adopté) | Micah (Adopté) |             |             |             |             |             |             |          |          |            |            |            |            |            |            |             |             |             |             |             |             |          |          |          |          |          |          |

## Accueil
Selon le site Internet Collider, le personnage de Kylo Ren, propre à la version de l'Univers officiel, est une reprise du personnage de Dark Caedus, propre à la version de l'Univers « Légendes ». Tous deux sont des Jedi ayant sombré dans le Côté obscur de la Force et occupent la même place dans la famille Skywalker.

## Postérité
Découvert en 2007, l'astéroïde (274020) est nommé Skywalker en référence justement à la famille de Luke et d'Anakin.
Selon le site Internet Screen Rant, l'opposition entre les jumeaux Jacen Solo et Jaina Solo sert d'inspiration à l'épisode de la série télévisée Visions intitulé « Les Jumeaux », qui met en scène Am et Karre, des jumeaux très sensibles à la Force qui s'affrontent.